# Laurent Vila
Laurent Vila (Céret, 26 settembre 1975) è un allenatore di pallacanestro francese.

## Palmarès

### Individuale
- Miglior allenatore della LNB Pro A: 1

Cholet: 2022-2023